# Lady Miss Kier
Kierin Magenta Kirby (Youngstown, Ohio, 1963. augusztus 15. –) amerikai énekes, disc jockey (dj), ismertebb nevén Lady Miss Kier, a Deee-Lite tagja.

## Magánélete
Kirby Pittsburgh-ben nevelkedett. Sok időt töltött Virginia Beach-en, ahol a Kempsville High Scoolban tanult, majd 1982-ben New York-ban telepedett le, ahol mint divattervező folytatta tanulmányait. Az iskola mellett mint pincérnő, ruhatáros, go-go táncos, recepciós állásokat vállalt el, hogy fedezni tudja saját életét, és iskoláját.

## Zenei karrierje
A Deee-Lite tagjai 1986-ban találkoztak egymással, miután Dj Dmitri együttese a Shazork feloszlott. A csapat tagjai hamar észrevették Kier vokális és zenei tehetségét, és sokszínűségét, így alakult meg az együttes, majd lemezszerződést kötöttek az Elektra kiadóval.
A zenekar hangzása a house, techno és dance egyedülálló keveréke volt, és ezt első 1990-ben megjelent World Clique című albumukon is megjelenítették, mely igazán különös hangzásvilágot hordozott magában. Különösen az albumról kimásolt Groove Is in the Heart című dal tette őket világszerte ismertté, majd meghatározó fellépők lettek New York éjszakai klub életében is.
Kier divattervezői végzettségét, és tehetségét kihasználva megalkotta a zenekar stílusát, mely a 60-as évek divatjára jellemző színes ruháival, parókáival, vastag talpú platform cipőivel vált teljessé. Később a világ divattrendjére is rányomta bélyegét a Deee-Lite stílus. Ez tükröződik az együttes videóklipjeiben is.
A csapat végül 1994-ben feloszlott. Az első sikereket nem sikerült túlszárnyalniuk, hiába adtak ki több albumot is. 1996-ban egy remixalbum, majd 2001-ben egy Greatest Hits album jelent meg, mely az együttes sikereit tartalmazza. A csapat tagjai szólókarrierbe kezdtek.

## Szólókarrier
Miután feloszlott a Deee-Lite, Kirby Londonba költözött, és különböző klubokban lépett fel, majd 1995-ben megjelent Touch Me With Your Sunshine című dala, mely egy film betétdala volt. 1996-ban debütált új dalaival az Enit fesztiválon. A kilencvenes évek végén olyan művészekkel dolgozott együtt mint Bootsy Collins, I Kamanchi, vagy Guy Called Gerald. 2002-től saját műsorával járta a világot, és olyan rendezvényeken is fellépett mint a New York-i Wigstock fesztivál, vagy az ausztrál Good Vibrations fesztivál.
2006-ban Hot Wax címmel kislemeze jelent meg, majd visszaköltözött New Yorkba, ahol azt pletykálták, hogy új és kiadatlan felvételein dolgozik, mint például a Dance Polica, The Outher Planets, Black Out Love Affair, U Wear out, a Le vagy a Strip című dalokon. Ezeket a dalokat Kirby személyes Myspace és Youtube oldalán is közzé tette. 2007. április 28-án megjelent szólóalbuma a fent felsorolt dalokkal, majd 2007-ben Summertime című kislemeze is.

## Kier és a Sega botrány
2003-ban Kier beperelte a Sega videójáték gyárat, azt állítva hogy a Space Channel 5 játékhoz felhasználták egyik dalában elhangzott "Ulala" hangot, és karakterét. Kier azt állította, hogy a Sega felajánlott neki 16 000 dollárt, de ő elutasította az ajánlatot. Később Kier elvesztette a pert, mivel kiderült, hogy a Sega nem tudott Kirby személyiségéről, és kiderült, hogy a rajzfilmfigura jobban hasonlított egy másik 90-es évekbeli sztárra, Michaela Dornoville de la Cour-ra, aki a svéd Army of Lovers énekesnője. Később kiderült, hogy Kirby-nek kellene még fizetnie, majd 2008-ban végül engedélyezték a Groove is in the Heart című dalban elhangzott "Ulala" hang felhasználását a Sega Samba de Amigo Wii konzol játékban.

## Linkek
- Hivatalos weboldal
- Lady Kier Myspace oldala
- Deee-Lite diszkográfia a discogs.com oldalon
- Lady Kier az iMDb honlapján

## További információ
- Hivatalos oldal
- Lady Miss Kier a Facebookon
- Lady Miss Kier az Internet Movie Database-ben (angolul)